# شاين أوكونور
شاين أوكونور (بالإنجليزية: Shane O'Connor)‏ (14 أبريل 1990 بكورك في جمهورية أيرلندا - ) هو لاعب كرة قدم أيرلندي في مركز الظهير. شارك مع منتخب جمهورية أيرلندا تحت 17 سنة لكرة القدم ومنتخب جمهورية أيرلندا تحت 19 سنة لكرة القدم ومنتخب جمهورية أيرلندا تحت 21 سنة لكرة القدم. أما مع النوادي، فقد لعب مع إيبسويتش تاون وبورت فايل وبورتاداون ونادي شامروك روفرز ونادي كورك سيتي ونادي ليفربول ونادي يميريك وكوبه رامبلرز ‏.

## وصلات خارجية
- شاين أوكونور على موقع قاعدة بيانات كرة القدم.إي يو (الإنجليزية)
- شاين أوكونور على موقع Soccerbase.com (لاعب) (الإنجليزية)
- شاين أوكونور على موقع Soccerway.com (الإنجليزية)